# Cordillera de Yolaina
Cordillera de Yolaina o Serranías de Yolaina es una cadena montañosa que se encuentra en el sector sureste de Nicaragua. La misma es parte de la cordillera Centroamericana siendo el sector del sureste de la cordillera Chontaleña. Sus coordenadas son 11°45'0" N y 84°4'60" 0.
La cordillera de Yolaina se extiende por las regiones autónomas Caribe Norte y Caribe Sur (antiguo departamento de Zelaya) para luego penetrar en el mar Caribe. 
Sus montes son bajos, no excediendo los 400 metros de altura, formados en su mayoría de piedras volcánicas y cubiertos de vegetación. En la zona discurren los ríos Punta Gorda y Rama.
La Reserva natural "Cerro Silva" abarca un sector de la cordillera.